# آوگوستین بئا
آوگوستین بئا  (انگلیسی: Augustin Bea؛ ۲۸ مهٔ ۱۸۸۱ – ۱۶ نوامبر ۱۹۶۸) یک کاردینال، و اسقف اعظم اهل آلمان بود.